# Juan Navarro Baldeweg
Juan Navarro Baldeweg (Santander, 11 giugno 1939) è un architetto, scultore e pittore spagnolo.

## Biografia

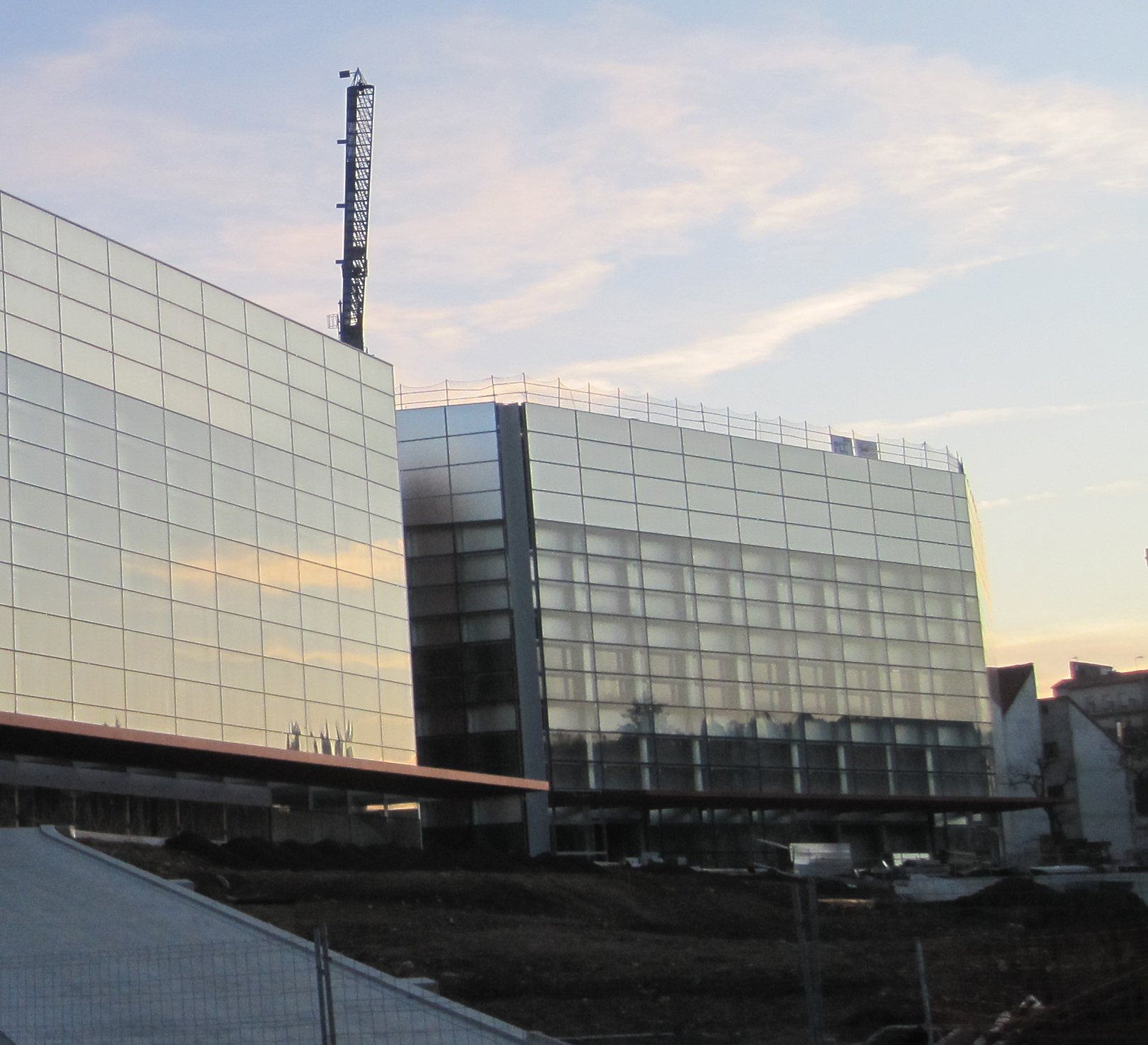
Auditorium e Palazzo dei congressi di Burgos.

Ha studiato incisione presso la Scuola di Belle Arti San Fernando di Madrid dal 1959 al 1960, e si è laureato in architettura nel 1965 al Politecnico di Madrid, dove si specializza con un dottorato nel 1969.

Nel 1974 ottiene una borsa di studio presso il Massachusetts Institute of Technology a Cambridge dove ha studiato con György Kepes.

Dal 1977 è docente presso la ETSAM.

Ha lavorato nello studio dell'architetto Alejandro de la Sota.
Attualmente, si dedica alla pittura e vive a Jalón (Alicante) nella casa progettata da sé stesso.

## Opere

### Architettura
- Casa di pioggia, Liérganes, Spagna (1978 - 1982).
- Mills segura, Murcia, Spagna (1984 - 1988).
- Centro Servizi Sociali e Biblioteca della Puerta de Toledo, Madrid, Spagna (1985 - 1992).
- Congressi ed esposizioni. 1º Premio, Salamanca, Spagna (1985 - 1992).
- Progetto di rinnovamento urbano, Torino, Italia (1986).
- Congressi ed esposizioni. 1º premio, Cadice, Spagna (1988).
- Padiglione nel Villaggio Olimpico. 1º premio, Barcellona, Spagna (1988).
- Entertainment Centre, Blois, Francia (1991).
- Centro Congressi. 1º premio, Salisburgo, Austria (1992).
- Fairground, Silleda, Spagna (1992).
- Casa e studio del pittore Louis Gordillo, Madrid, Spagna (1992).
- Sede dei ministeri per la Junta de Extremadura. 1º premio, Merida, Spagna (1992 - 1995).
- Centro Culturale, Villanueva de la Cañada, Spagna (1992 - 1997).
- Centro Culturale e Museo di Salvador Allende. 1 ° premio, Santiago del Cile, Cile (1993).
- Edificio a Juzgados, Mahón, Spagna (1993-1995).
- Ministero dell'Industria e del Turismo, Toledo, Spagna (1993 - 1996).
- Proposta per l'Isola dei Musei, Berlino, Germania (1994).
- Bibliotheca Hertziana al Palazzetto Zuccari, 1º premio, Roma, Italia (1995). Rinnovamento della Bibliotheca iniziato 2001, e completata nel 2011.
- Espansione del centro musicale Woolworth, Princeton, Stati Uniti (1995 - 1997).[1]

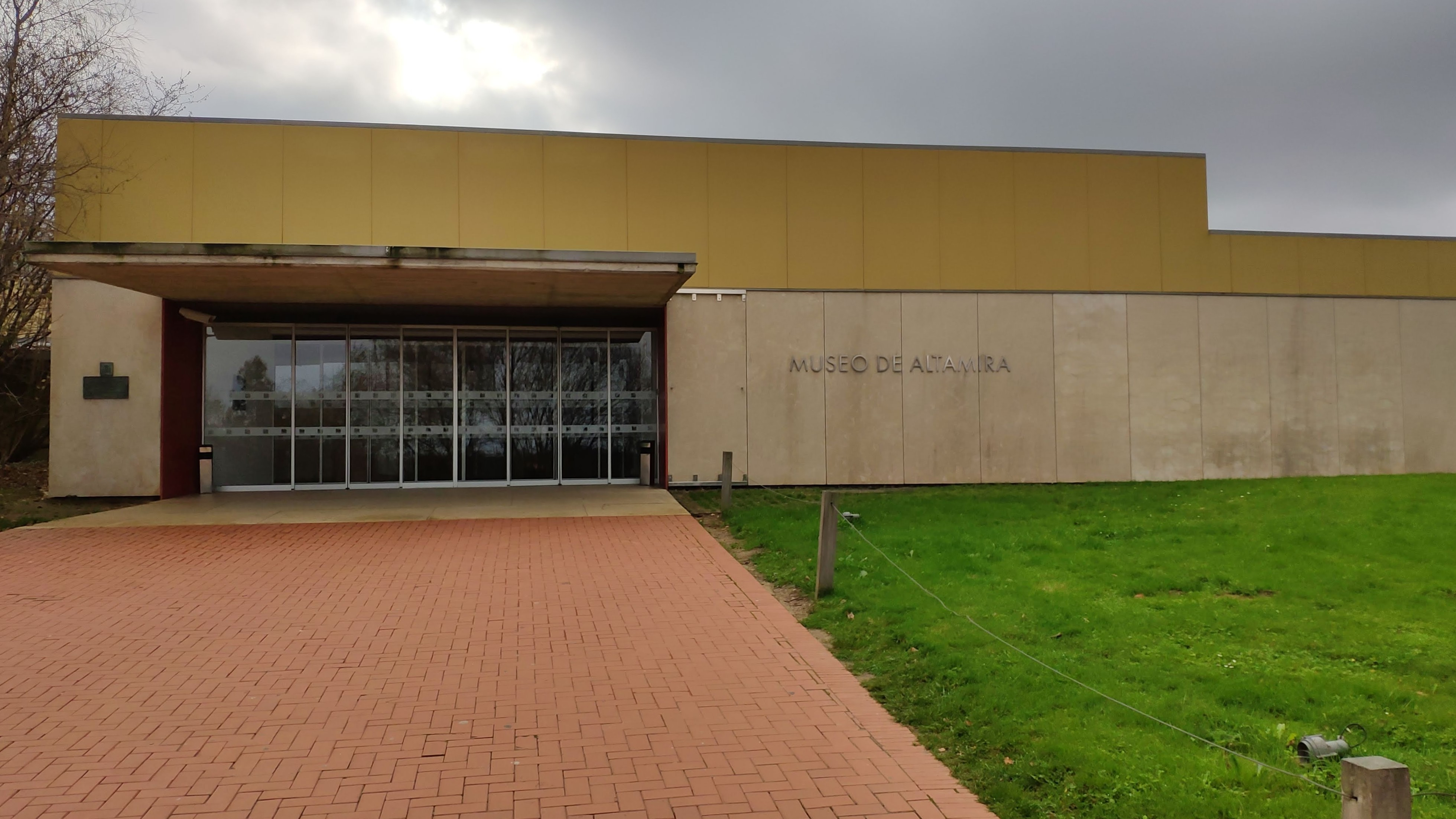
Museo delle Grotte di Altamira.

- Museo delle Grotte di Altamira, Santillana del Mar, Spagna (1995 - 2000).
- Dipartimento dell'Università Pompeu Fabra. 1º premio, Barcellona, Spagna (1996 - 2007).
- Centro Culturale. 1º premio, Benidorm, Spagna (1997 - 2006).
- Progetto di espansione del Museo Nazionale Centro de Arte Reina Sofia, Madrid, Spagna (1999).
- Center for the Performing Arts della Comunità di Madrid. 1 ° premio, Madrid, Spagna (2000).
- Centro ricerca, Museo dell'Evoluzione Umana e il Palazzo dei Congressi, Burgos, Spagna (2000 - 2009).
- Riabilitazione Mulino e balcone del Martos Guadalquivir, Cordova, Spagna (2001-2005).
- Palazzo della Musica e dello Spettacolo. 1 ° premio, Vitoria-Gasteiz, Spagna (2002).
- Istituto della conoscenza, Amersfoort, Paesi Bassi (2003).
- Progetto Città del Flamenco, Jerez de la Frontera, Spagna (2004).
- Installazione per il padiglione italiano alla Biennale di Venezia, Italia (2004).
- Progetto Centro Congressi e Hotel, Palma di Maiorca, Spagna (2005).
- Progetto di un parco a Manzanares, Madrid, Spagna (2005).
- Omaggio a Luis Barragán al Salone del Mobile di Milano, Italia (2005).
- Progetto di una nuova struttura, e relativi allestimenti, per la Vittoria alata di Brescia, presso il Capitolium, Brescia, Italia (2019-2020)

### Arti visive
- Installazione con Metalli leggeri (1976).
- Idraulica domestica (Triennale di Milano, 1986).
- Lavori in legno: Abrazo, Aro, Cuna, Gota y Pájaro.
- Serie di figure nel bicchiere.
- Serie Mani.
- Trittico di Bizhan (1999).

## Premi e riconoscimenti
- Premio nazionale arti visive (1990).
- Medaglia d'oro Heinrich Tessenow (1998).
- Medaglia d'oro al merito in belle arti (2007).
- Medaglia d'oro dell'architettura (2008).